# SEAT Tarraco
SEAT Tarraco — кроссовер испанской автомобилестроительной компании SEAT, находящийся в производстве с 2018 года. В иерархии автомобиль занимает промежуток между SEAT Arona и SEAT Ateca.
Автомобиль получил название Tarraco в честь города Таррагона. Серийно модель производится с 18 сентября 2018 года в Германии.
Первоначально производство автомобиля планировалось в октябре 2017 года, однако в ходе заседания референдума о независимости Каталонии было принято решение представить автомобиль 19 февраля 2018 года.

## Описание
Автомобиль SEAT Tarraco производится в Таррагоне. В иерархии модель занимает промежуток между Volkswagen Tiguan и Škoda Kodiaq. После завершения производства модели SEAT Alhambra в 2020 году автомобиль SEAT Tarraco стал единственным семиместным автомобилем производства SEAT. Дизайн-система представляет собой переднюю часть с радиаторной решёткой и обновлённой оптикой. Отделки автомобиля: SE, SE Technology, XCELLENCE и XCELLENCE LUX. Краш-тест оценён на 5 звёзд.

## Двигатели
| Модель                                    | Объём/расположение цилиндров | Серия двигателя        | Мощность  | Крутящий момент | Трансмиссия  |
| ----------------------------------------- | ---------------------------- | ---------------------- | --------- | --------------- | ------------ |
| Бензиновые двигатели внутреннего сгорания |                              |                        |           |                 |              |
| 1.5 TSI 150                               | 1498 см3 (I4)                | EA211 evo (DADA, DPCA) | 150 л. с. | 250 Н*м         | 6-скор. МКПП |
| 2.0 TSI 190 4Drive                        | 1984 см3 (I4)                | EA888 (DKZA)           | 190 л. с. | 320 Н*м         | 7-скор. DSG  |
| 2.0 TSI 245 4Drive                        | 1984 см3 (I4)                | EA888 (DNPA)           | 245 л. с. | 370 Н*м         | 7-скор. DSG  |
| Дизельные двигатели внутреннего сгорания  |                              |                        |           |                 |              |
| 2.0 TDI 150 SCR                           | 1968 см3 (I4)                | EA288 (DFGA)           | 150 л. с. | 320 Н*м         | 6-скор. МКПП |
| 2.0 TDI 190 SCR 4Drive                    | 1968 см3 (I4)                | EA288 (DFHA)           | 190 л. с. | 400 Н*м         | 7-скор. DSG  |
| 2.0 TDI 200 SCR 4Drive                    | 1968 см3 (I4)                | EA288 Evo (DTUA)       | 200 л. с. | 400 Н*м         | 7-скор. DSG  |

## Галерея

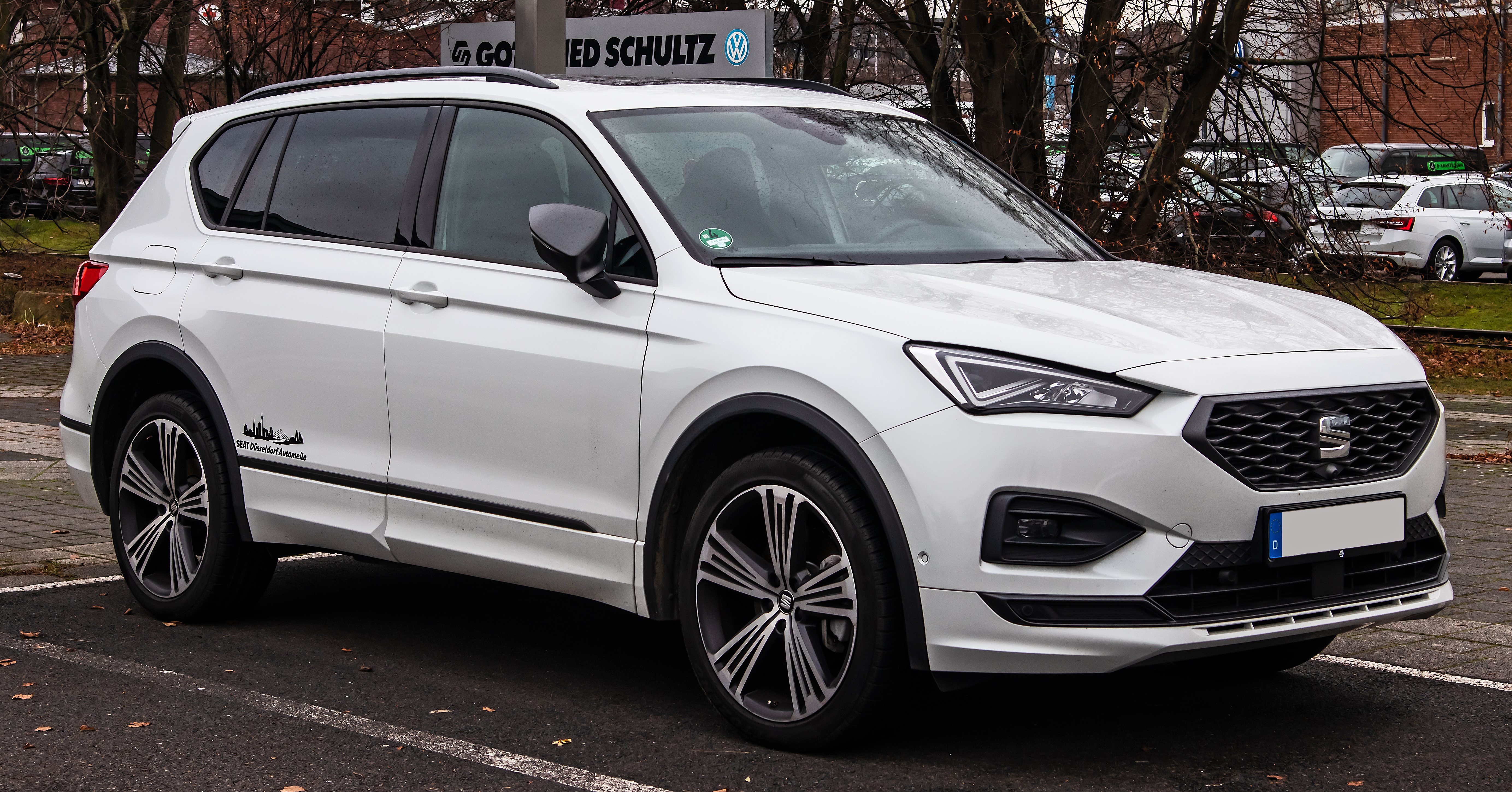
SEAT Tarraco 2.0 TDI 4Drive FR
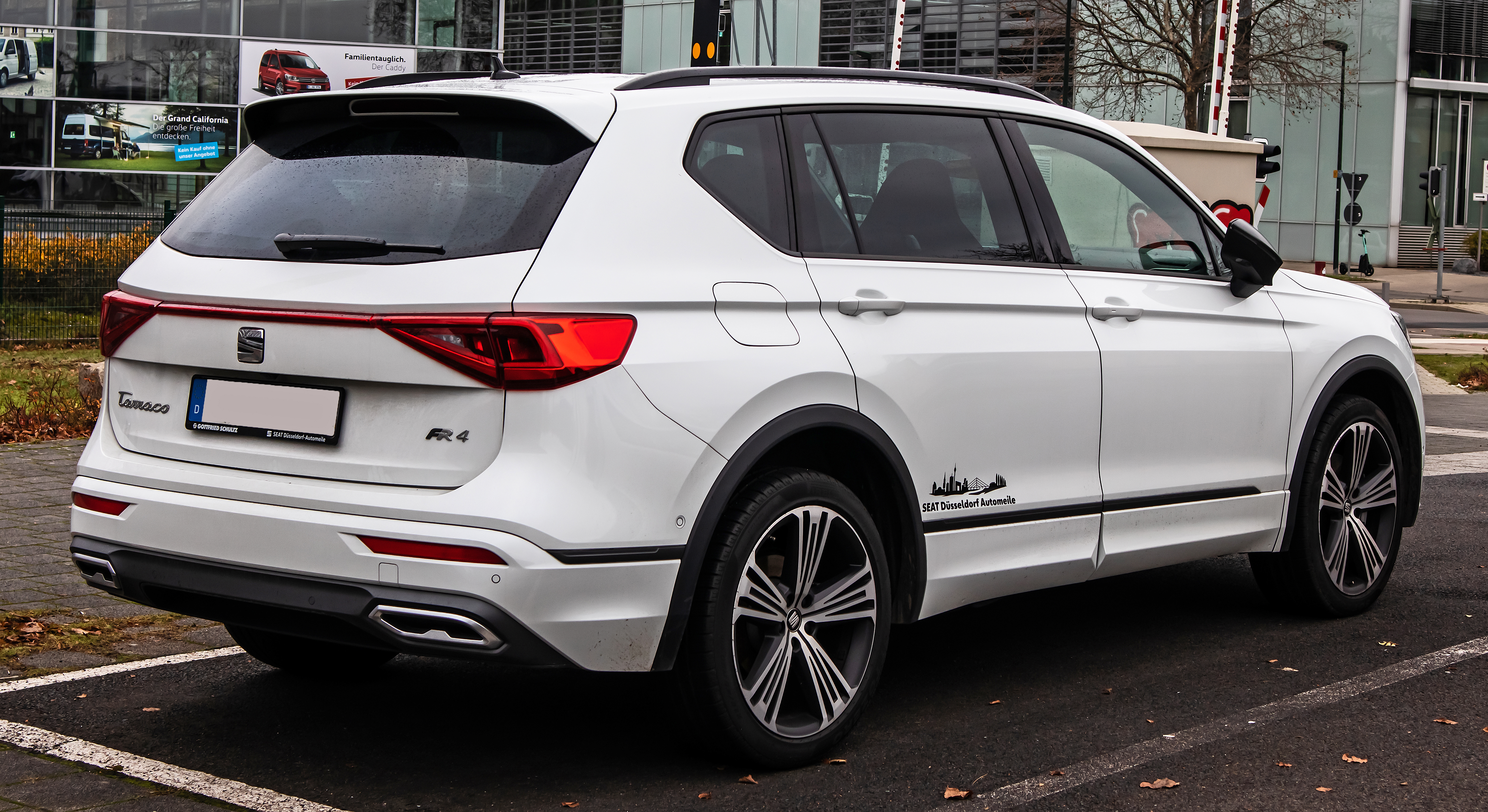
SEAT Tarraco 2.0 TDI 4Drive FR
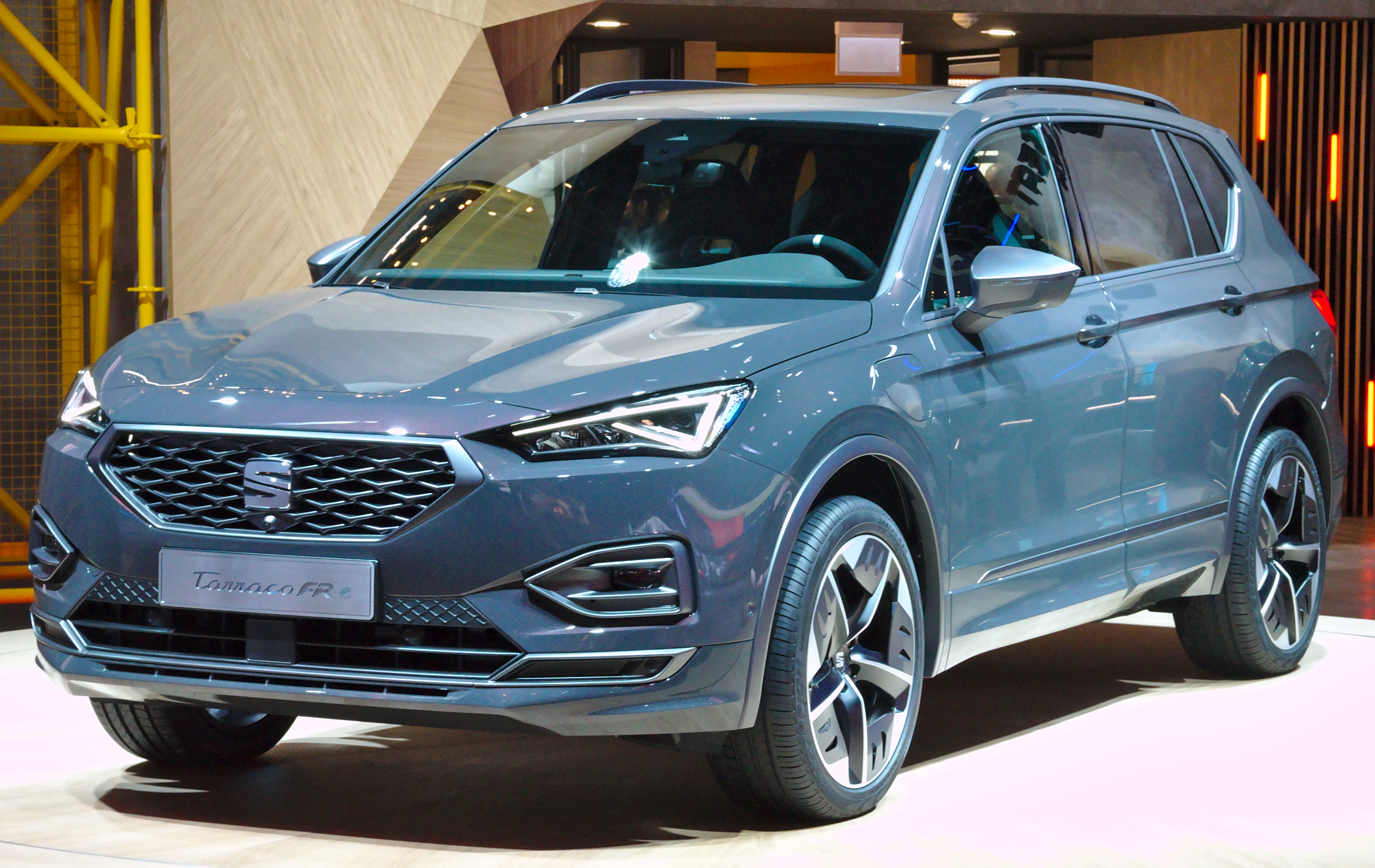
SEAT Tarraco PHEV FR
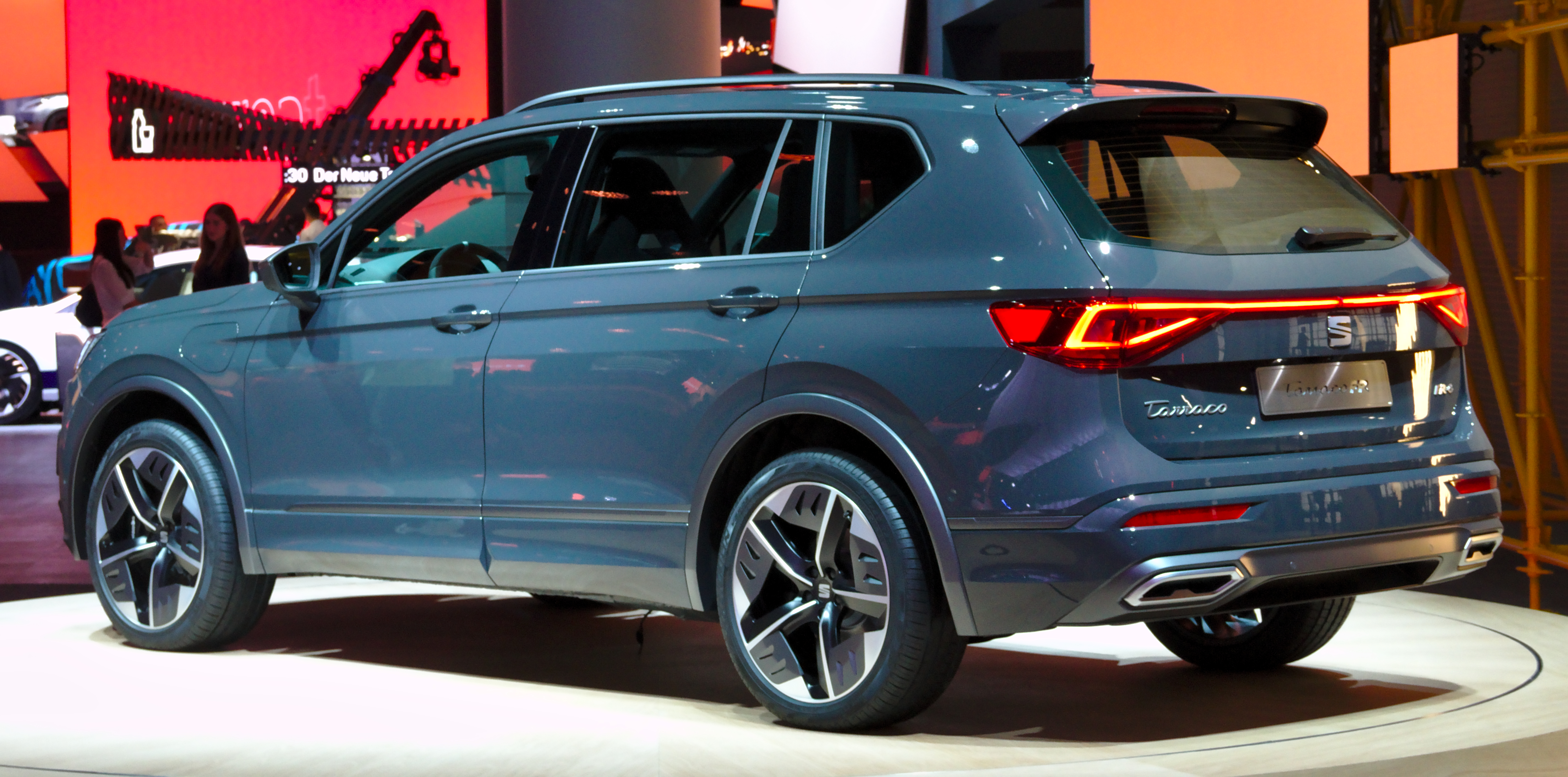
Вид сзади
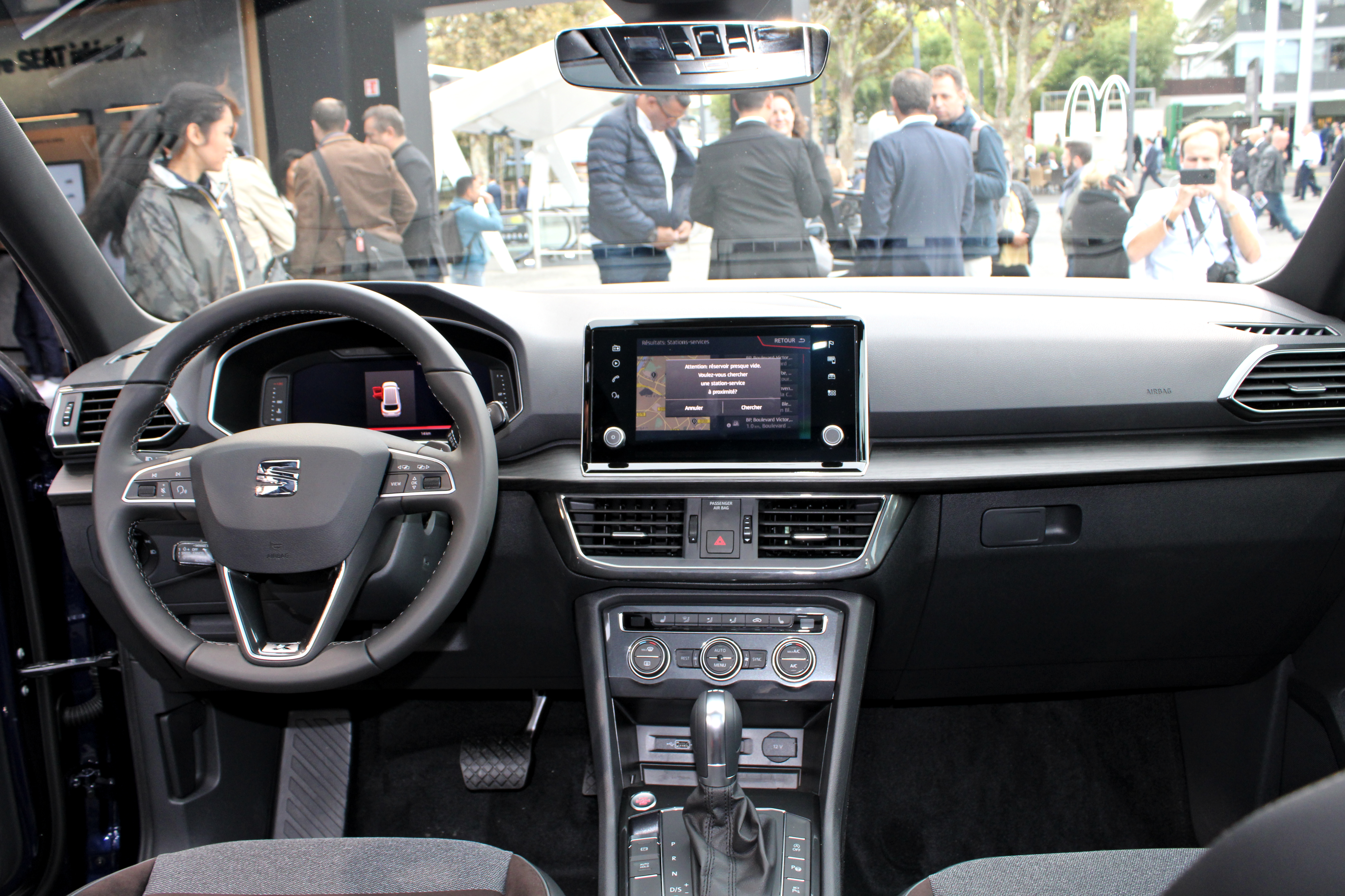
Место водителя

## Продажи
| Год  | Продажи | Продано |
| Год  | Европа  | Продано |
| ---- | ------- | ------- |
| 2018 | 258     | 2398    |
| 2019 | 29615   | 38721   |
| 2020 | 21229   |         |
| 2021 | 22437   |         |